# Кубок Уельсу з футболу 2010—2011
Кубок Уельсу з футболу 2010–2011 — 124-й розіграш кубкового футбольного турніру в Уельсі. Титул вперше здобув клуб Лланеллі.

## Календар
| Раунд                        | Дата                       | Матчі | Клуби     |
| ---------------------------- | -------------------------- | ----- | --------- |
| Перший кваліфікаційний раунд | 14 серпня 2010             | 30    | 170 → 140 |
| Другий кваліфікаційний раунд | 28 серпня 2010             | 48    | 140 → 92  |
| Перший раунд                 | 11-18 вересня 2010         | 40    | 92 → 52   |
| Другий раунд                 | 1-2 жовтня 2010            | 20    | 52 → 32   |
| 1/16 фіналу                  | 5-13 листопада 2010        | 16    | 32 → 16   |
| 1/8 фіналу                   | 29 січня - 5 лютого 2011   | 8     | 16 → 8    |
| 1/4 фіналу                   | 26 лютого - 5 березня 2011 | 4     | 8 → 4     |
| 1/2 фіналу                   | 9 квітня 2011              | 2     | 4 → 2     |
| Фінал                        | 8 травня 2011              | 1     | 2 → 1     |

## 1/16 фіналу
| Команда 1                 | Рахунок      | Команда 2               |
| ------------------------- | ------------ | ----------------------- |
| 5 листопада 2010          |              |                         |
| Ейрбас                    | 2:3          | Нью-Сейнтс              |
| 6 листопада 2010          |              |                         |
| Аберемен Атлетік          | 0:4          | Кевн Друїдс             |
| Бангор Сіті               | 2:1          | Бринтіріон Атлетік      |
| Боу Стріт                 | 2:2 пен. 5:6 | ЮВІК                    |
| Кайрус                    | 4:2 дч       | Лланідлойс Таун         |
| Корус Стіл                | 0:2          | Кардіфф Джордж Арлекінс |
| Кембріан-енд-Клайдеч-Вейл | 2:3          | Престатін Таун          |
| Коннаг'с Куей Номандс     | 5:3 дч       | Порт                    |
| Гойтр Юнайтед             | 2:3          | Кармартен Таун          |
| Гвілсфілд                 | 1:2          | Рос Ейлвид              |
| Гвалчмай                  | 1:4          | Порт-Толбот Таун        |
| Гейверфордвест Каунті     | 3:2 дч       | Голігед Готспур         |
| Ніт                       | 1:1 пен. 6:7 | Ріл                     |
| Ньютаун                   | 1:2          | Брідженд Таун           |
| Портмадог                 | 0:1          | Бала Таун               |
| 13 листопада 2010         |              |                         |
| Лланеллі                  | 1:0 дч       | Аберіствіт Таун         |

## 1/8 фіналу
| Команда 1               | Рахунок | Команда 2             |
| ----------------------- | ------- | --------------------- |
| 29 січня 2011           |         |                       |
| ЮВІК                    | 4:1     | Бала Таун             |
| Кардіфф Джордж Арлекінс | 1:0     | Брідженд Таун         |
| Кармартен Таун          | 2:3 дч  | Коннаг'с Куей Номандс |
| 5 лютого 2011           |         |                       |
| Рос Ейлвид              | 1:6     | Престатін Таун        |
| Бангор Сіті             | 5:3     | Гейверфордвест Каунті |
| Кевн Друїдс             | 1:4     | Лланеллі              |
| Порт-Толбот Таун        | 3:0     | Кайрус                |
| Ріл                     | 1:2     | Нью-Сейнтс            |

## 1/4 фіналу
| Команда 1             | Рахунок | Команда 2               |
| --------------------- | ------- | ----------------------- |
| 26 лютого 2011        |         |                         |
| Порт-Толбот Таун      | 0:3     | Бангор Сіті             |
| Нью-Сейнтс            | 2:0 дч  | Кардіфф Джордж Арлекінс |
| Коннаг'с Куей Номандс | 4:0     | ЮВІК                    |
| 5 березня 2011        |         |                         |
| Лланеллі              | 1:0     | Престатін Таун          |

## 1/2 фіналу
| Команда 1     | Рахунок | Команда 2             |
| ------------- | ------- | --------------------- |
| 9 квітня 2011 |         |                       |
| Бангор Сіті   | 1:0     | Коннаг'с Куей Номандс |
| Нью-Сейнтс    | 0:1     | Лланеллі              |

## Фінал
| 8 травня 2011 16:30 (EEST) |

| Бангор Сіті | 1:4      | Лланеллі                                 |
| ----------- | -------- | ---------------------------------------- |
| Булл 51'    | Протокол | Гріффітс 15', 60' Мозес 20' Венейблс 64' |

| «Парк Скартлетс», Лланеллі Глядачів: 1 719 Арбітр: Марк Петч |